# 에바사막쥐
에바사막쥐(Peromyscus eva)는 비단털쥐과에 속하는 설치류의 일종이다. 멕시코 바하칼리포르니아반도에서만 발견된다.

## 특징
에바사막쥐는 머리부터 몸까지 평균 길이가 19cm, 꼬리 길이가 10cm이다. 몸무게는 13~20g이다. 몸 대부분에 적갈색 또는 황갈색 털이 덮여 있으며, 코와 뺨, 눈 주위에 연한 회색 반점이 나 있다. 귀는 연한 갈색이고 털이 거의 없다. 하체는 크림색으로 희다. 음경골의 형태로 같은 지역에서 발견되는 선인장쥐와 가장 명확하게 구별되지만, 일반적으로 색이 더 진하고 꼬리가 더 길다. 생태에 대해서는 거의 알려져 있지 않지만, 보통 다즙 식물 근처에서 발견되며 2월과 7월 사이에 번식하는 것처럼 보인다.

## 분포 및 서식지
에바사마쥐는 멕시코 바하칼리포르니아반도의 남부 지역 일부에서만 서식한다. 분포 지역 안의 해발 1800m 이하의 콜라선인장과 자트로파, 오르간파이프선인장이 우점종인 관목 서식지와 농경지에서 발견된다.

## 아종
2종의 아종이 알려져 있다.
- Peromyscus eva eva - 바하칼리포르니아수르주 본토
- Peromyscus eva carmeni - 바히아 데 로레토 국립공원의 카르멘 섬